# Euxoa epixanthea
Euxoa epixanthea là một loài bướm đêm trong họ Noctuidae.